# 世界大战 (游戏)
《世界大战》是GT Interactive下属的RAGE小组在1998年出品的一款即时战略游戏。游戏改编自英国小说家赫伯特·乔治·威尔斯在1898年发表的小说《星际战争》。
游戏的音乐使用了英国作曲家杰夫·韦恩在1978年谱写的乐曲，使游戏充满了19世纪末的英国风格。游戏在任务、武器、服装等方面完全忠实原著。
在游戏中，玩家可以控制人类或者火星人来进行对抗。人类的使命是对抗火星人，保卫地球；火星人则是取得地球的霸权。